# Máza
Máza is een plaats (község) en gemeente in het Hongaarse comitaat Baranya. Máza telt 1393 inwoners (2001).